# 1689 w polityce
Wydarzenia polityczne w 1689 roku.

## Wydarzenia
- 12 marca – wojna irlandzka: przybyły z Francji Jakub II ląduje w Kinsale[1].
- 28 marca – Kazimierz Łyszczyński został skazany na spalenie na stosie za ateizm[2].
- 22 kwietnia – hiszpańska wyprawa dowodzona przez gubernatora Alonso de Leon likwiduje ostatnie francuskie osiedle w Teksasie[3].